# 戰爭紀念館 (韓國)
37°32′11″N 126°58′38″E / 37.5365°N 126.9771°E
戰爭紀念館（：／），是位於韓國首爾的國家級博物館，為世上最大規模的戰爭主題紀念館。該館於1994年6月10日開放，以收集、保存和展出韓國歷代戰爭的史料為宗旨。

## 沿革
戰爭紀念館位於首爾的中心城區。該地在日治時期，曾為日軍的駐紮地。韓戰後，原日軍兵營成為駐韓美軍龍山基地，該地之後又從美軍基地劃分出來，成為大韓民國陸軍總部。該館於1990年9月動工興建，1993年12月竣工，1994年6月10日正式開放。

## 展品

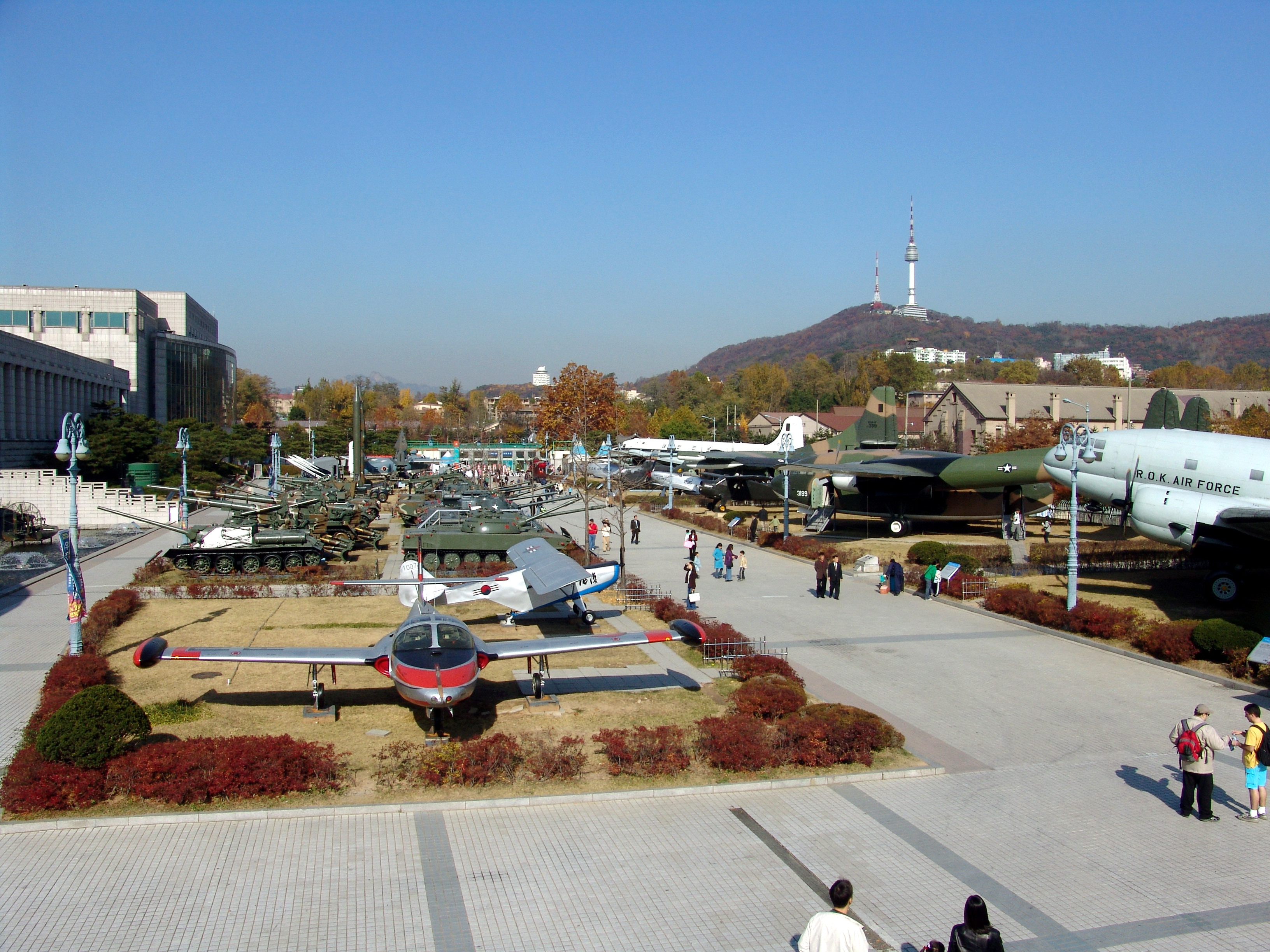
露天展覽場之戰機與坦克

戰爭紀念館露天展覽場擺放了極具歷史意義的紀念物，其中最著名的有「廣開土大王碑」、「兄弟像」和「韓戰紀念碑」等。在進入紀念館兩旁的走廊，是紀念朝鲜战争和越戰時陣亡的韓國士兵。
戰爭紀念館大樓由地下兩層、地上四層所組成，設有7個展覽室。展覽室分別有：「護國追慕室」、「戰爭歷史室」、「韓國戰爭室」、「海外派兵室」、「國軍發展室」、「大型裝備室」和「發散設備室」。護國追慕室是以紀念為國犧牲的忠貞烈士為題；戰爭歷史室、韓國戰爭室、海外派兵室、國軍發展室、大型裝備室和發散設備室則主要利用展品與介紹，陳述韓國的戰爭史及其軍隊的發展。戰爭歷史室和韓國戰爭室主要著重韓國的戰爭史；至於大型裝備室、放散裝備室和國軍發展室所陳列的實物和模型，則主要展示了各種防衛裝置、武器和韓國生產的戰爭裝備。海外派兵室重點介紹韓國曾以聯合國維和部隊的身份所派兵的戰地背景、活動情況和成果。
戰爭紀念館內的收藏庫，所藏存放與戰爭相關的資料和遺物達17,800件之多。陳列的展品包括了韓國各戰爭時期的裝備、在第二次世界大戰、越南戰爭、中東海灣戰爭中不同國家曾使用的戰爭裝備的實物和模型，例如有各樣的戰機、大砲、潛水艇等重型武器。

## 其他設施
戰爭紀念館的講堂，可舉辦與戰爭相關的演講；其範圍內的「和平廳」現是結婚用的禮堂。另外，戰爭紀念館亦設有快餐店，而書店則提供戰爭相關的書籍和各種軍事紀念品。

## 相關資訊
- 位置：首爾龍山區龍山洞1街8號
- 開放時間：早上9:30至下午6:00
- 休館：每週星期一

## 外部連結
- 戰爭紀念館 （页面存档备份，存于）